# Venusfigurinen von Kostjonki
Koordinaten: 51° 23′ 45,5″ N, 39° 2′ 28,8″ O
Bei den Venusfigurinen von Kostënki (russisch Костёнки, Umschrift Kostënki, gesprochen Kost'jonki, nichtwissenschaftlich und google maps Kostenki, falsch Kostjenki) handelt es sich um eine größere Anzahl an steinzeitlichen Darstellungen des weiblichen Körpers. Sie bestehen meist aus Elfenbein. Das Alter der Venusfigurinen wird mit 25.000 bis 20.000 Jahren angegeben. Die Statuetten stammen somit aus dem Gravettien.

## Fundort
Das Dorf Kostjonki liegt im Rajon Chocholski der russischen Oblast Woronesch am Don, etwa 200 km vom Fundort Avdeevo (Awdejewo) entfernt, wo ganz ähnliche Statuetten jungpaläolithischer Kleinkunst gefunden wurden; auch das übrige Fundinventar ähnelt sich stark.

## Bildergalerie

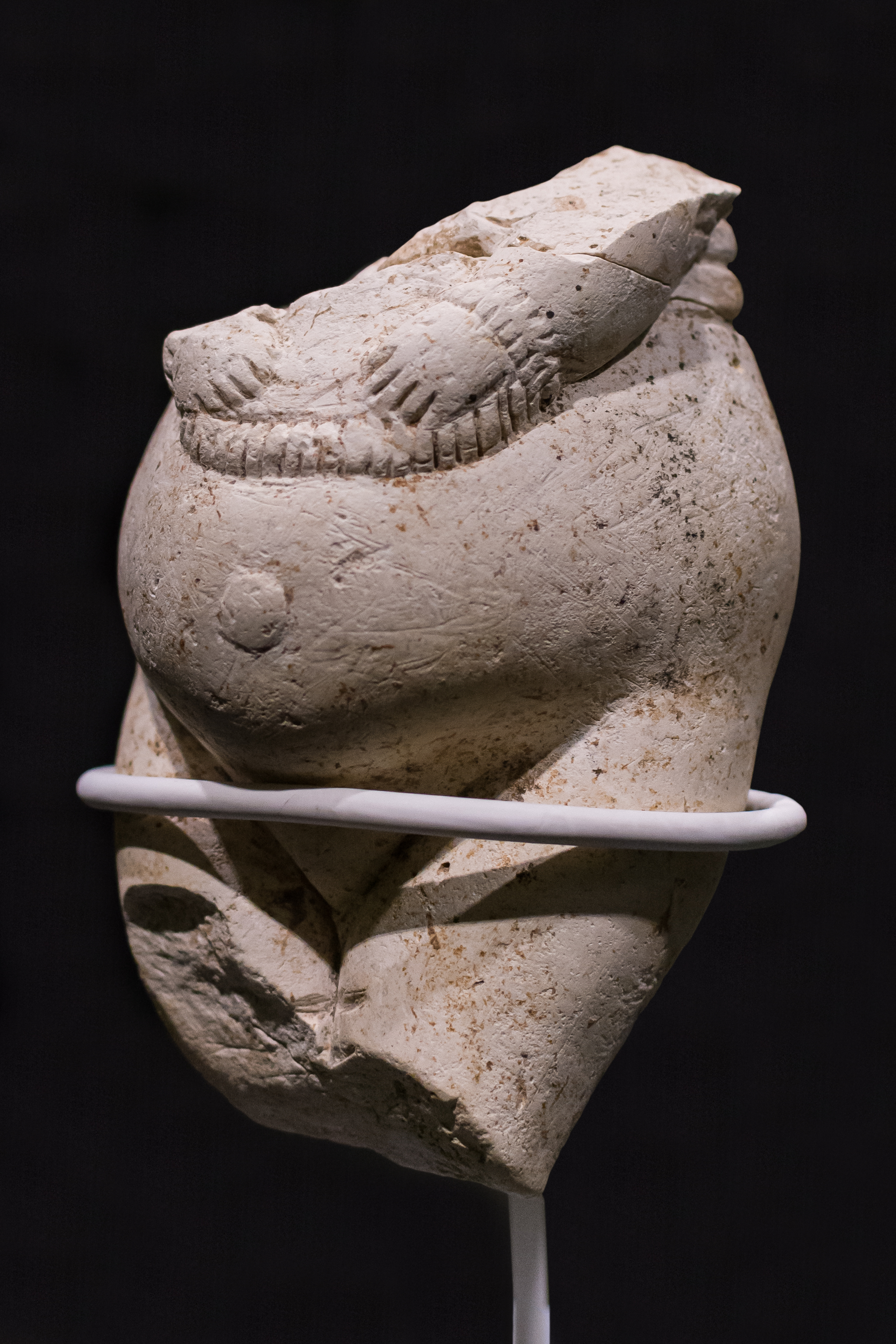
Venusfigurine aus Kostjonki, Kalkstein, Gravettien
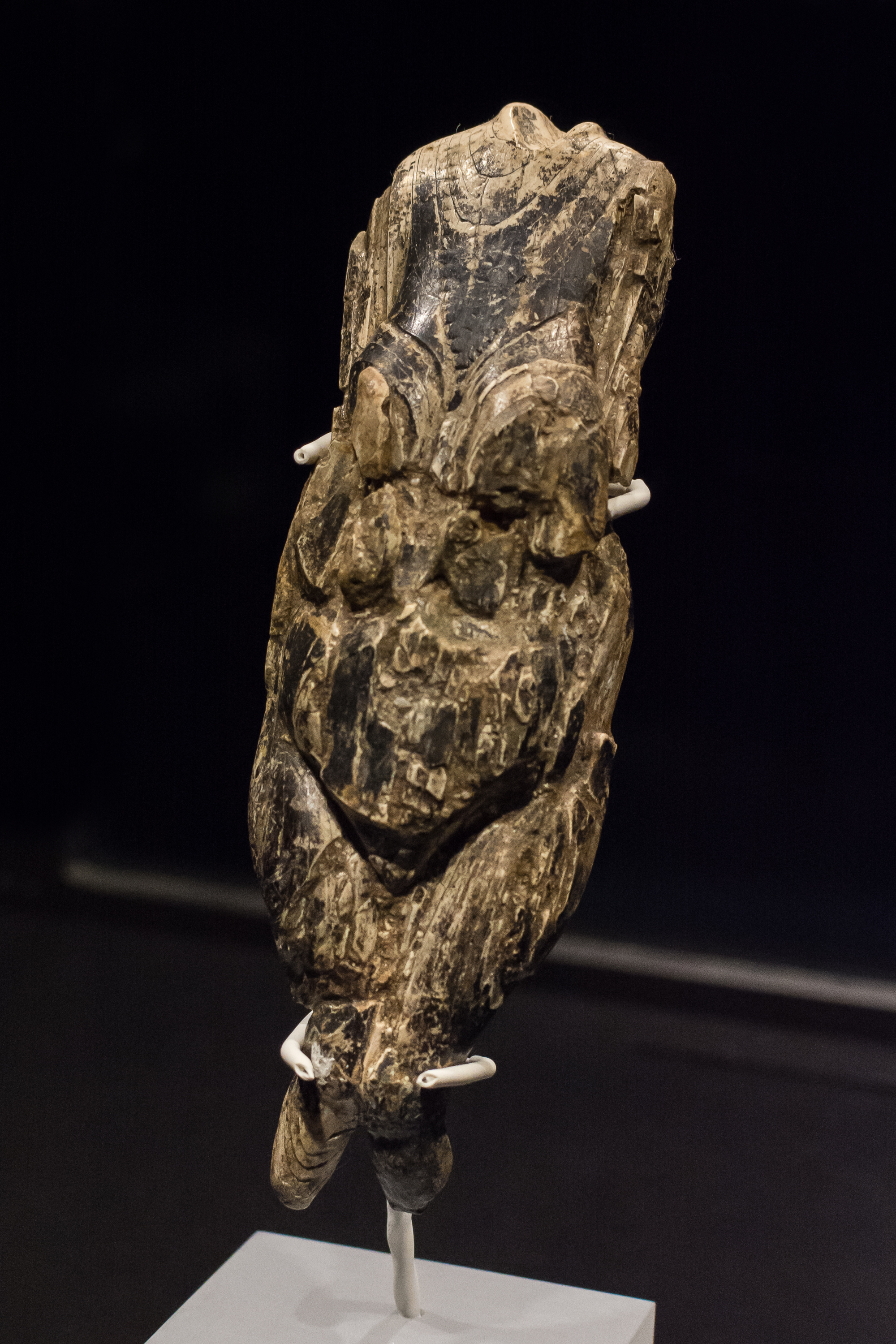
Venusfigurine aus Kostjonki, Mammutelfenbein, Höhe: 15,3 cm, Gravettien ca. 25.000
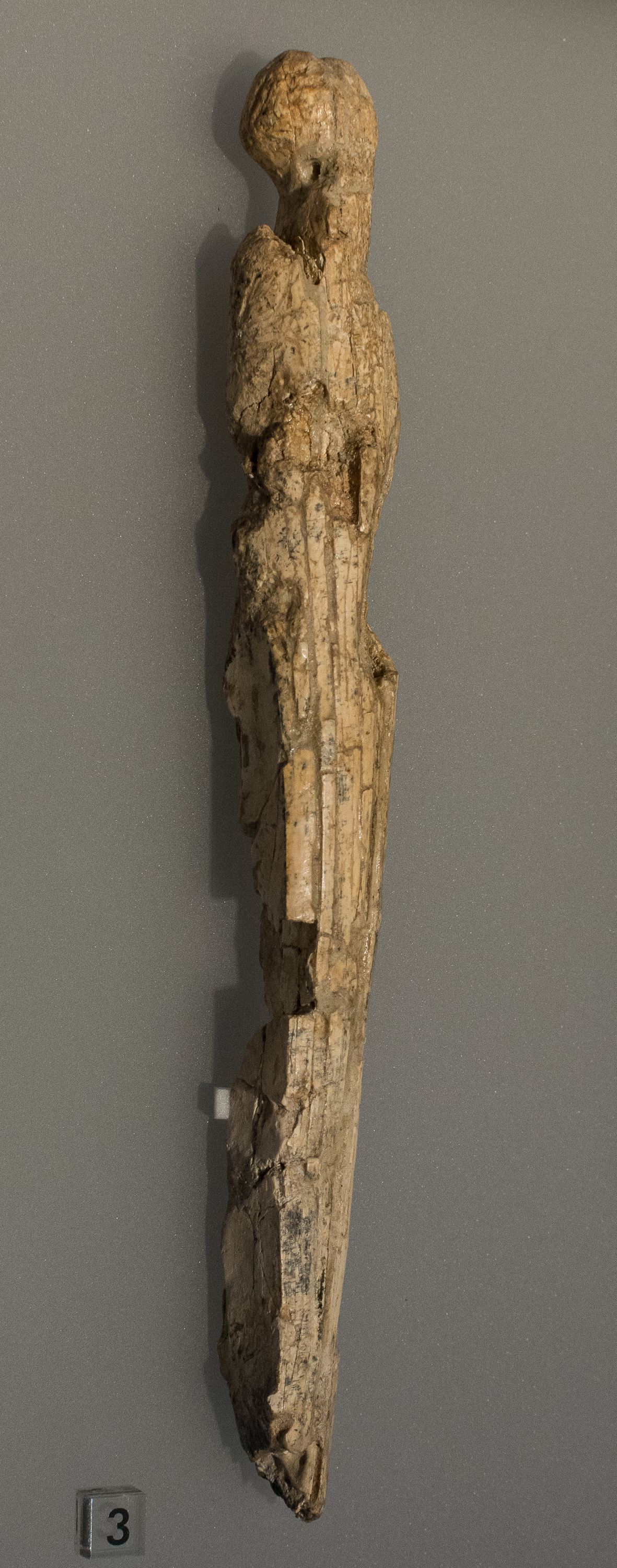
Venusfigurine aus Kostjonki, Mammutelfenbein: Rohling oder Fragment
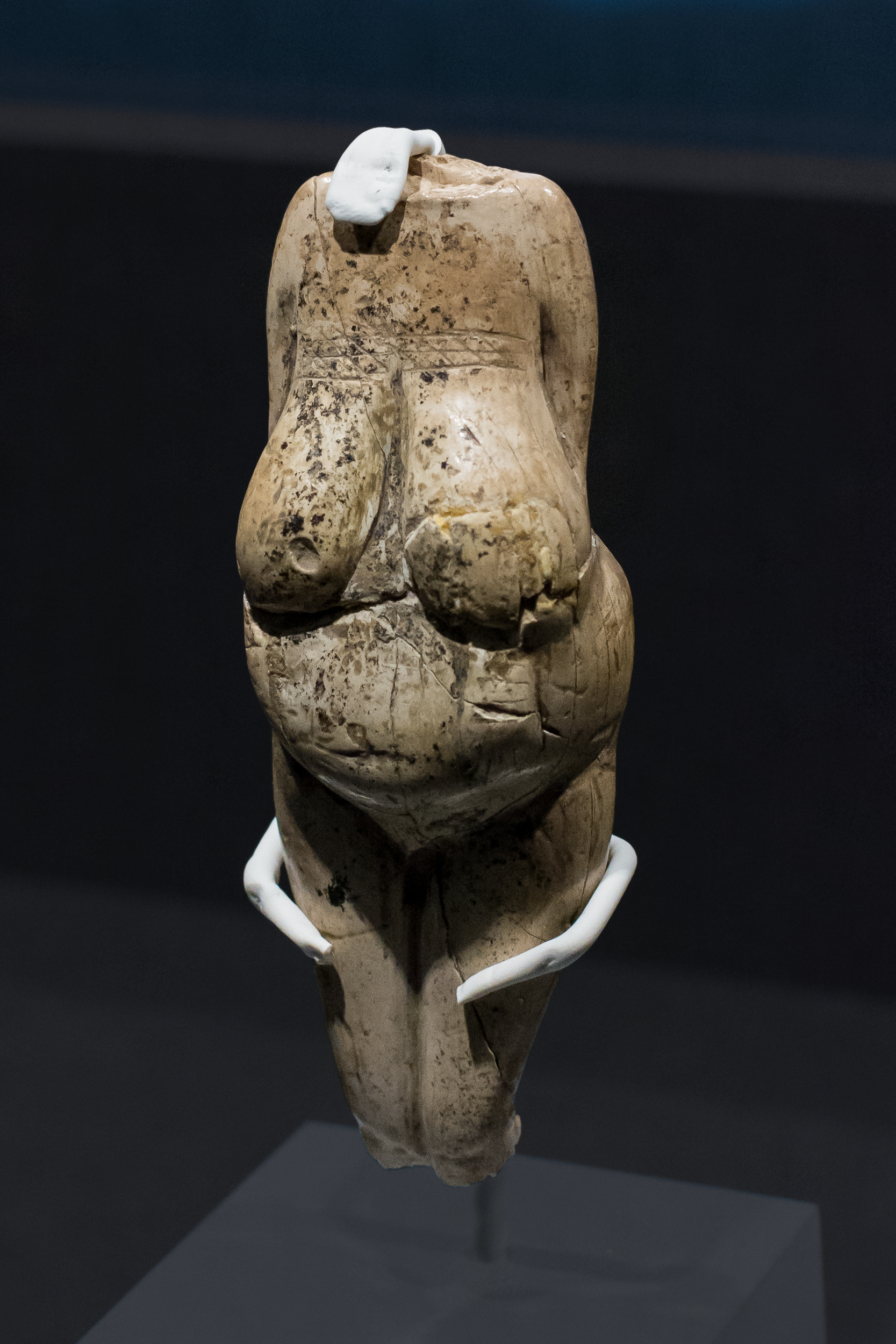
Venusfigurine aus Kostjonki, Mammutelfenbein, Höhe: 8,8 cm, Gravettien ca. 25.000
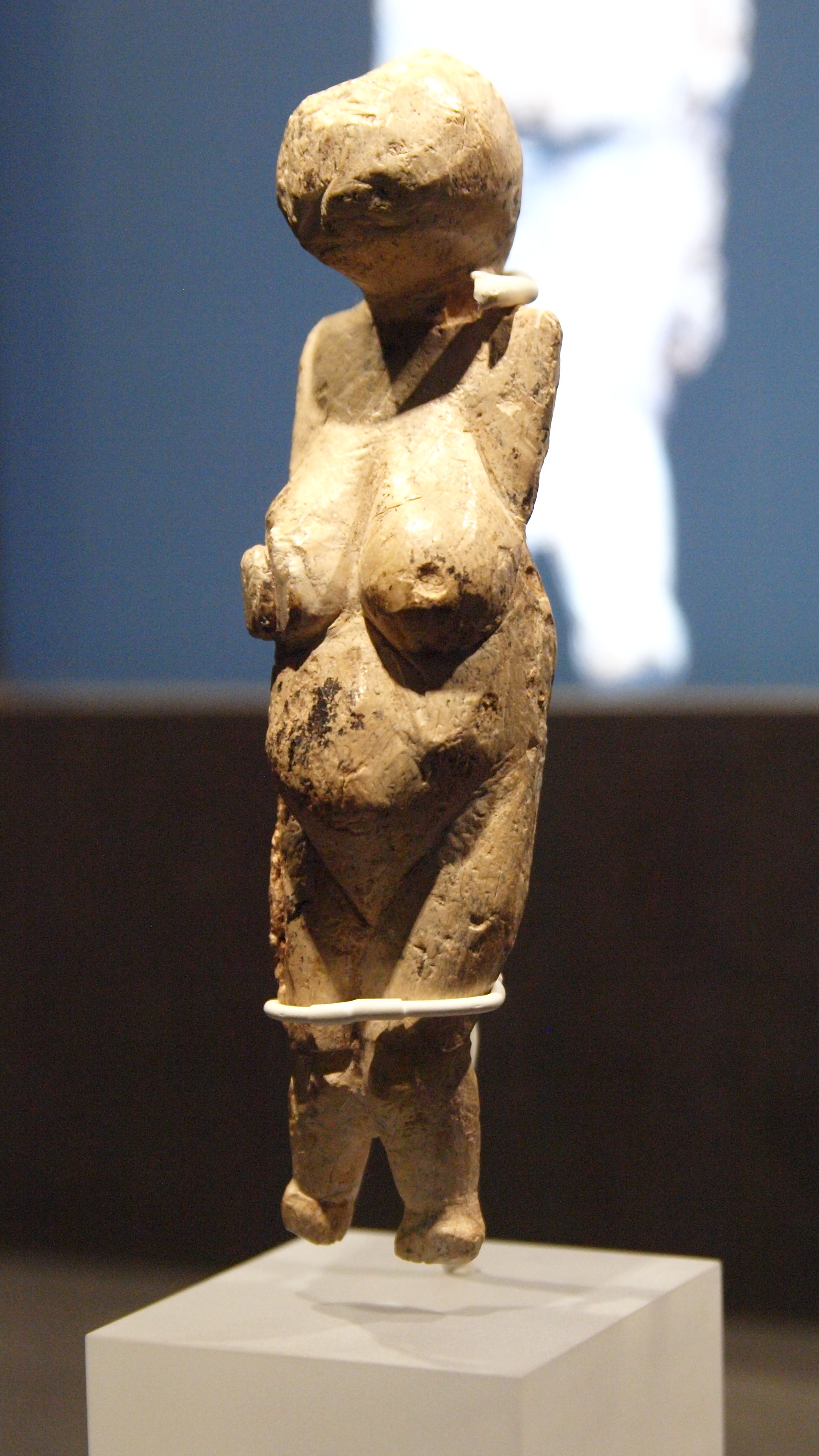
Venusfigurine Nr. 1 aus Kostjonki, Mammutelfenbein, Gravettien ca. 25.000 BP
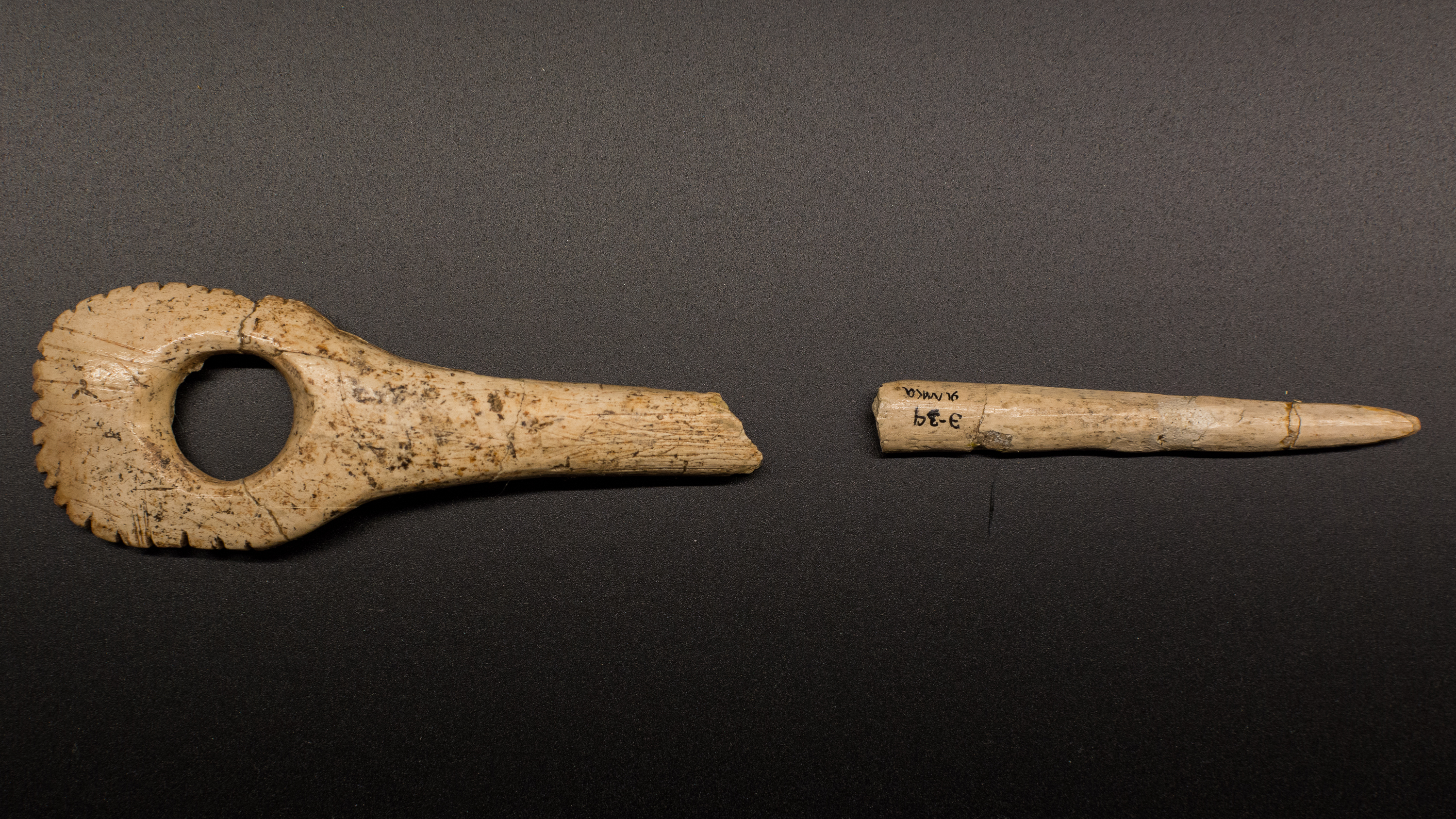
Lochstab aus Kostjonki, Mammutelfenbein, ca. 25.000 BP